# Arco de Druso
El arco de Druso (en italiano: L'arco di Druso) es un antiguo arco conmemorativo situado en Roma, Italia, cerca de la primera milla de la Vía Apia, junto a la Puerta de San Sebastián. Identificado erróneamente durante mucho tiempo, lo más probable es que se trate de los restos del complejo del arco de Trajano que según las fuentes se encontraba en esta zona.

## Historia

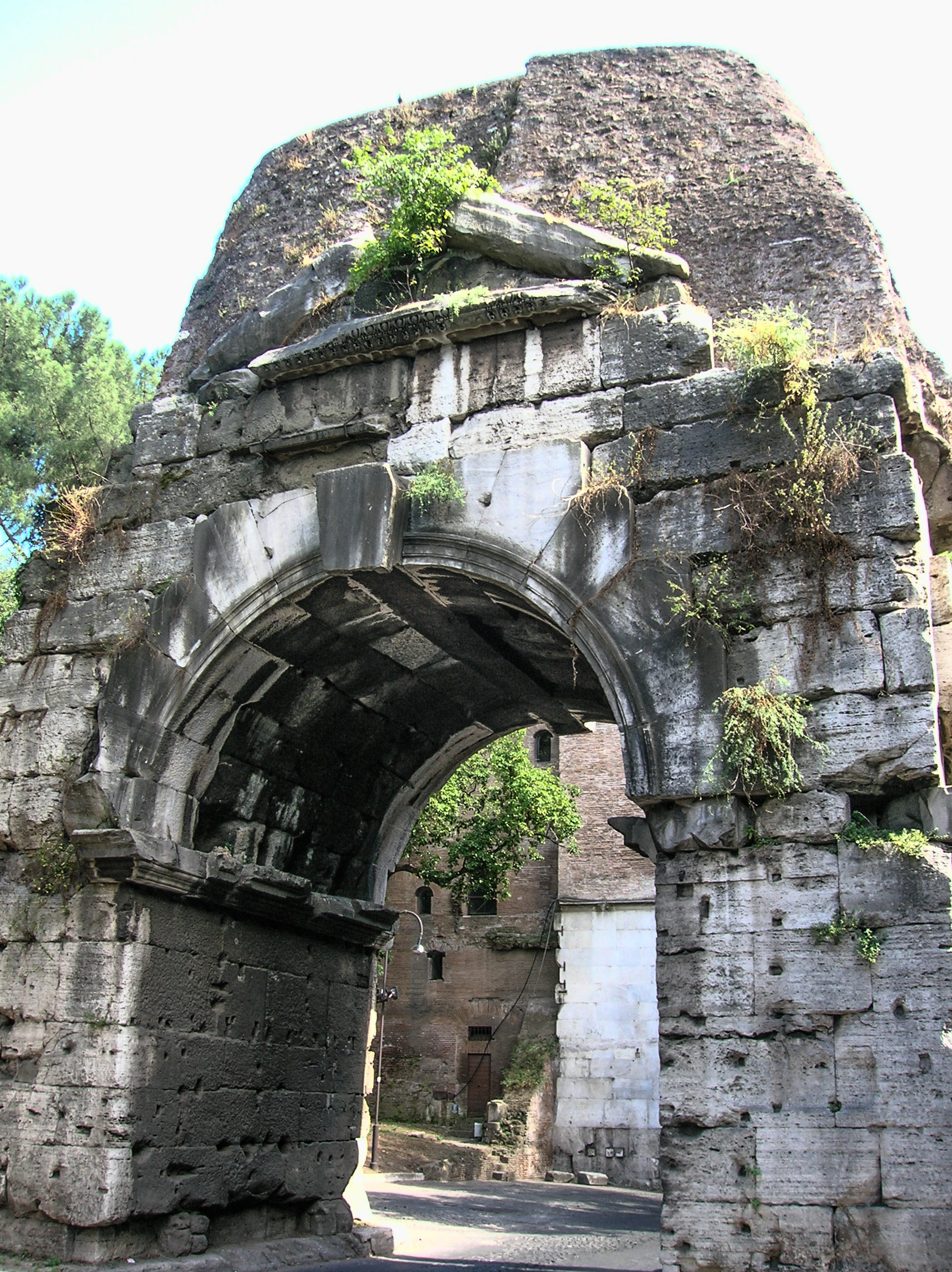
Vista del arco del lado interno de la vía

Los orígenes exactos del actual arco son discutibles. Hoy en día se acepta que no está relacionado con Nerón Claudio Druso, el conquistador de los germanos cuyo nombre recibe. De acuerdo con las fuentes, el arco de Druso original, erigido por el Senado en homenaje a Druso tras su muerte en el año 9 a. C., formaba parte de las estructuras de la Vía Apia (aunque no se sabe con certeza su ubicación exacta), mientras que el arco de Druso actual queda cerca, pero al margen de la vía.
Con respecto al arco actual, algunas versiones afirman que se construyó como parte de un contrafuerte añadido al Aqua Marcia por Caracalla entre 211 y 216 para llevar el agua de ese acueducto a las nuevas termas de Caracalla. Sin embargo, parece más plausible que el arco fuera anterior al acueducto y que este fuera convenientemente conducido por encima de la estructura que ya se ubicaba allí.
Actualmente, solo se conserva la parte céntrica del arco, de 7,21 metros de altura, pero originalmente tenía el triple de su tamaño actual, con salientes a cada lado. Está construido en travertino y revestido de mármol, y a cada uno de sus laterales hay columnas de mármol con bases de mármol blanco. Si bien parece ser que fuera el Aqua Antoniniana, un brazo del Aqua Marcia, el que pasaba por encima de su ático, lo cierto es que el hormigón con revestimiento de ladrillo en la parte superior parece pertenecer a un período posterior. Dado que varios elementos del arco, como el frontón y las columnas externas, son elementos típicos de la época trajana, es muy probable que el arco sea lo que queda del arco de Trajano, cuya construcción nunca se terminó.
El Itinerario de Einsiedeln, redactado en el siglo IX, menciona un «Arcus Recordationis» situado cerca de las termas de Caracalla, lo que podría ser una referencia a este arco.